# Каган, Роберт
Ро́берт Ка́ган (Кейган; англ. Robert Kagan; род. 26 сентября 1958, Афины) — американский журналист и политолог, историк, литератор. Редактор-консультант газеты Washington Post, редактор и автор сетевых изданий The New Republic и The Weekly Standard.

## Биография
Сын американского историка Дональда Кагана. Брат Фредерика Кагана.
Окончил Йельский университет (1980), где входил в студенческое общество «Череп и кости». Окончил Гарвардский институт государственного управления им. Джона Ф. Кеннеди (магистр государственной политики и международных отношений). Степень доктора философии по американской истории получил в Американском университете.
В 1997 году вместе с У. Кристолом основал проект «Новый американский век» (PNAC).
Являлся неофициальным и бесплатным советником кандидата в президенты США Джона Маккейна в его предвыборной кампании 2008 года.
В феврале 2016 года Каган публично покинул Республиканскую партию и поддержал кандидатуру демократа Хиллари Клинтон на пост президента.
Был старшим сотрудником Фонда Карнеги за международный мир и сотрудником Германского фонда Маршалла. Член Совета по международным отношениям в Брюсселе, член Американского комитета за мир в Чечне.
Женат на Виктории Нуланд, имеет двоих детей.

## Работы
Книги
- A Twilight Struggle: American Power and Nicaragua, 1977—1990 / «Борьба в сумерках: Американская власть и Никарагуа, 1977—1990» (1996);
- Кейган Р. О рае и силе: Америка и Европа в новом мировом порядке = Of Paradise and Power: America and Europe in the New World Order. — М.: Дом интеллектуальной книги, РОССПЭН, 2004. — 159 с. — ISBN 5-8243-0612-5
- Редактор сборника Present Dangers: Crisis and Opportunity in American Foreign and Defense Policy / «Сегодняшние опасности: Кризис и возможности в американской внешней и оборонной политике» (2000, в соредакторстве с Уильямом Кристолом)

Статьи
- Роберт Каган: США знают, чего хотят, а Европа — нет («El Pais», Испания, 2003 г.)